# Ash-Shuhada
Ash-Shuhada (àrab: مثلث الشهداء, Muṯallaṯ ax-Xuhadāʾ) és una vila palestina de la governació de Jenin a Cisjordània al nord de la vall del Jordà, a 5 kilòmetres al sud-oest de Jenin. Segons el cens de l'Oficina Central Palestina d'Estadístiques (PCBS) tenia 1.738 habitants en 2007.